# Jesús Castejón Rosado
Jesús Castejón Rosado (Barcelona; 1956) és un actor, director escènic i cantant líric (tenor i baríton) espanyol.

## Biografia
Fill dels actors Pepa Rosado i Rafael Castejón, va néixer a Barcelona. Va cursar estudis de música, cant i interpretació al Reial Conservatori Superior de Música de Madrid. Va debutar al Teatro Lírico Nacional amb El caserío, de Jesús Guridi i sota la direcció de Roberto Carpio. Va romandre durant vuit temporades consecutives com a tenor còmic.
En 1979 va estrenar al costat de Plácido Domingo l'òpera El poeta, de Federico Moreno Torroba, sota la direcció musical de Luis Antonio García Navarro. Té en el seu repertori més de noranta sarsueles, operetes i òpera espanyola. El seu primer paper dramàtic va ser a Comedia sin título, de Federico García Lorca, sota la direcció de Lluís Pasqual.
En 1990 va treballar a la sèrie Hasta luego, cocodrilo, d'Alfonso Ungría i rodada en 35 mm. Des de llavors apareix amb regularitat en la pantalla petita. Les seves aparicions en la pantalla gran inclouen títols com Hermana, pero ¿qué has hecho?, de Pedro Masó, La lengua de las mariposas, de José Luis Cuerda, Alatriste, d'Agustín Díaz Yanes i Siete mesas de billar francés, de Gracia Querejeta.
El seu treball en teatre inclou obres clàssiques i contemporànies sota la direcció de directors com Josep Maria Flotats, Gerardo Malla Lluís Pasqual i José Luis Gómez.

## Teatre
- Comedia sin título de Federico García Lorca. Dirigida per Lluís Pasqual. Centro Dramático Nacional (CDN). 1988.
- El rayo de Pedro Muñoz Seca. Dirigida per José Osuna. Centro Cultural Villa de Madrid. 1990.
- La noche del Dorado. Dirigida per John Strasberg. Grec de Barcelona. 1991.
- Lope de Aguirre, traidor de José Sanchis Sinisterra. Dirigida per José Luis Gómez. 1991-92.
- Marat-Sade de Peter Weiss. Dirigida per Miguel Narros. CDN. 1993.
- Castillos en el aire de Fermín Cabal. Dirigida per José Luis Gómez. Teatro de la Abadía. 1994-95.
- El tiempo y la habitación de Botho Strauss. Dirigida per Lluís Homar. CDN. 1995-96
- Silvia de A. R. Gurney. Dirigida per Pilar Massa. Teatro Fígaro. 1997.
- Bienvenida a casa de Neil Simon. Dirigida per Gerardo Malla. Teatro Albéniz. 1996.
- El barberillo de Lavapiés de Francisco Asenjo Barbieri. Dirigida per Calixto Bieito. TLNZ. 1997.
- Entre bobos anda el juego de Francisco de Rojas Zorrilla. Dirigida per Gerardo Malla. Compañía Nacional de Teatro Clásico. 1999-2000.
- Arte de Yasmina Reza. Dirigida per Josep Maria Flotats. Teatro Marquina. 2001.[2]
- Tot esperant Godot de Samuel Beckett. Dirigida per Lluís Pasqual. Teatre Lliure. 2001.
- Edipo XXI. Dirigido por Lluís Pasqual. 2001-2002.
- Hamlet i La tempesta – Lluís Pasqual 2005-06.
- La cosmética del enemigo, d'Amélie Nothomb 2008-09.

## Filmografia
- Carta a Eva (2012)
- 23-F: la película (2011)
- Dieta mediterránea (2008)
- Sólo quiero caminar (2008)
- Mortadelo y Filemón. Misión: Salvar la Tierra (2008)
- Siete mesas de billar francés (2007)
- Alatriste (2006)
- Incautos (2004)
- Noche de reyes. Dirigit per Miguel Bardem.(2003)
- La lengua de las mariposas (1999)
- La madre (1995) (c)
- Hermana, pero ¿qué has hecho? (1995)
- Pintadas. Dirigida per Juan Estelrich (1994)
- Los viajes escolares. Dirigida per Jaime Chávarri (1973)

## Televisió
| Any            | Títol                               | Paper                     | Cadena                | Episodis     |
| -------------- | ----------------------------------- | ------------------------- | --------------------- | ------------ |
| 1977           | Curro Jiménez                       | Albufera                  | La 1                  | 1 episodi    |
| 1989           | Brigada Central                     | Óscar                     | La 1                  | 1 episodi    |
| 1992           | Hasta luego, cocodrilo              | Roberto                   | La 1                  | 5 episodis   |
| 1995           | Lazos                               |                           | La 1                  | TV-Movie     |
| 1996           | Canguros                            |                           | Antena 3              | 1 episodi    |
| 1997 - 2000    | La casa de los líos                 | Adnan Pashogui            | Antena 3              | 65 episodis  |
| 2002           | Policías, en el corazón de la calle | Dr. Quiroga               | Antena 3              | 3 episodis   |
| 2003           | El comisario                        |                           | Telecinco             | 1 episodi    |
| 2005           | A tortas con la vida                | Goyo                      | Antena 3              | 15 episodis  |
| 2007           | Cuenta atrás                        | Soler                     | Cuatro                | 1 episodi    |
| 2009 - 2010    | Hay alguien ahí                     | Padre Palazuelos          | Cuatro                | 26 episodios |
| 2010           | La balada del estrecho              | Amin                      | Canal Sur             | TV-Movie     |
| 2011           | Ángel o demonio                     | Miguel Bardem             | Telecinco             | 1 episodi    |
| 2012           | Stamos okupa2                       | Arturo López              | La 1                  | 24 episodis  |
| 2012           | Carta a Eva                         | Franco                    | La 1                  | 2 episodis   |
| 2014           | Isabel                              |                           | La 1                  | 2 episodis   |
| 2015           | B&b, de boca en boca                | Mauricio Rocha            | Telecinco             | 1 episodi    |
| 2015 - 2019    | Vis a vis                           | Inspector Damián Castillo | Antena 3 / FOX España | 38 episodis  |
| 2016           | La que se avecina                   | Marcial                   | Telecinco             | 1 episodi    |
| 2017 - present | Estoy vivo                          | Sebastián "Sebas" Rey     | La 1                  | 26 episodis  |
| 2020           | Vis a vis: El oasis                 | Inspector Damián Castillo | FOX España            | 1 episodi    |

## Premis
Medalles del Cercle d'Escriptors Cinematogràfics
| Any  | Categoria              | Pel·lícula                    | Resultat |
| ---- | ---------------------- | ----------------------------- | -------- |
| 2007 | Millor actor secundari | Siete mesas de billar francés | Nominat  |

Premis Unión de Actores y Actrices
| Premi                                | Any  | Categoria                   | Sèrie     | Resultat |
| ------------------------------------ | ---- | --------------------------- | --------- | -------- |
| XXVIII Premis de la Unión de Actores | 2019 | Millor actor de repartiment | Vis a vis | Nominat  |

XI Festival Internacional Picor
| Premi                         | Any  | Categoria     | Premi                              | Resultat  |
| ----------------------------- | ---- | ------------- | ---------------------------------- | --------- |
| Premi d'honor Paco Valladares | 2019 | Premi d'Honor | A la seva trajectòria professional | Guanyador |